# Mark Mylod
Mark Mylod [mɑɹk maɪlod] (* 1965 in Newton Abbot, Devon, England) ist ein britischer Film- und Fernsehregisseur und Fernsehproduzent. Er ist vor allem für seine Mitwirkung an den Fernsehserien Entourage, Shameless und Succession sowie für seine Spielfilme Ali G in da House und The Menu bekannt.

## Leben und Karriere

### Anfänge in England
Mark Mylod kam als Sohn eines Polizisten und einer Textilarbeiterin in Newton Abbot in der englischen Grafschaft Devon zur Welt. Er wuchs mit einer älteren Schwester auf und musste aufgrund häufiger Versetzungen des Vaters mehrmals den Wohnort wechseln. Ohne Schulabschluss ging er schließlich nach London und begann als Bühnenhelfer am Theatre Royal Haymarket zu arbeiten. Er arbeitete sich schrittweise nach oben und war unter anderem Regie- und Produktionsassistent bei der BBC.
Sein Regiedebüt gab Mylod 1995 bei zwei Episoden einer Late-Night-Stand-up-Comedy-Show. Die nächsten Jahre blieb er im komischen Genre verhaftet und erhielt 1997 für seine Arbeit an der Panel-Show Shooting Stars seinen ersten BAFTA Award. Nur ein Jahr später wurde er für The Fast Show erneut mit einem Preis bedacht. Nach Engagements als Serienregisseur, unter anderem bei The Royle Family, realisierte er 2002 mit Ali G in da House seinen ersten Kinofilm. Sein zweiter Film The Big White brachte trotz Starbesetzung, Robin Williams, Holly Hunter und Woody Harrelson in den Hauptrollen, nicht den gewünschten kritischen und kommerziellen Erfolg.

### Erfolge in Hollywood
In Folge einiger beruflicher und privater Rückschläge wagte Mylod 2006 in Hollywood einen Neuanfang. Durch seinen Piloten für die Erfolgsserie Shameless war der US-Sender HBO auf ihn aufmerksam geworden und engagierte ihn für die Dramedy Entourage. In den folgenden Jahren führte er bei 23 Episoden Regie und trat bei 33 Episoden als Executive Producer in Erscheinung. Unwillig, kreative Risiken einzugehen, drehte er die Liebeskomödie Der perfekte Ex, die ein mäßiger Erfolg wurde. Schließlich gelang es ihm mit der Pilotfolge zu The Affair, sich von seinen Comedy-Wurzeln zu emanzipieren, ohne dabei seine wiederkehrenden Themen Familie und Klasse aufzugeben. Daneben war er als Produzent und Regisseur am US-Remake von Shameless beteiligt und führte bei sechs Episoden des Fantasy-Epos Game of Thrones Regie.
Bei der Dramaserie Succession arbeitete er eng mit Drehbuchautor Jesse Armstrong zusammen, führte bei 16 Episoden Regie und produzierte insgesamt 37 Episoden. Die Serie wurde ein großer Erfolg bei Publikum und Kritikern und brachte Mylod als Regisseur mehrere Auszeichnungen, darunter zwei Primetime Emmys und einen DGA Award, ein. 2022 drehte er mit der Horrorkomödie The Menu seinen vierten Spielfilm, der mit Ralph Fiennes und Anya Taylor-Joy in den Hauptrollen ebenfalls ein Erfolg wurde und zahlreiche Preise gewann. Im Juni 2024 wurde er als Regisseur der HBO-Serienadaption der Harry-Potter-Bücher bekannt gegeben.
Mark Mylod ist in zweiter Ehe mit der Kostümbildnerin Amy Westcott verheiratet und Vater von vier Kindern.

## Filmografie
Film
- 2002: Ali G in da House (Ali G Indahouse)
- 2005: The Big White – Immer Ärger mit Raymond (The Big White)
- 2011: Der perfekte Ex (What’s Your Number?)
- 2022: The Menu

Fernsehen
- 1995: The Sand-Up Show (2 Episoden)
- 1995: Shooting Stars (2 Episoden)
- 1996: All Rise for Julian Clary (7 Episoden)
- 1996–2000: The Fast How (5 Episoden)
- 1998: Cold Feet (2 Episoden)
- 1998–2006: The Royle Family (7 Episoden)
- 1999: Bang, Bang, It’s Reeves and Mortimer (6 Episoden)
- 2000: Randall & Hopkirk (Deceased) (3 Episoden)
- 2003: The Fast Show Farewell Tour (Fernsehfilm)
- 2004: Shameless (3 Episoden)
- 2006–2009: Entourage (23 Episoden)
- 2009: Taras Welten (United States of Tara, 2 Episoden)
- 2011: Once Upon a Time – Es war einmal … (Once Upon a Time, 1 Episode)
- 2011–2018: Shameless (12 Episoden)
- 2014: The Affair (1 Episode)
- 2015: Backstrom (1 Episode)
- 2015: Minority Report (1 Episode)
- 2015–2017: Game of Thrones (6 Episoden)
- 2018–2023: Succession (16 Episoden)
- 2020: Unglaubliche Geschichten (Amazing Stories, 1 Episode)
- 2025: The Last of Us (Episode 2x2, Durch das Tal)

## Auszeichnungen und Nominierungen
BAFTA TV Award
- 1996: Nominierung in der Kategorie Best Light Entertainment für Shooting Stars
- 1997: Auszeichnung in der Kategorie Best Light Entertainment für Shooting Stars
- 1997: Nominierung in der Kategorie Best Light Entertainment für The Fast Show
- 1998: Auszeichnung in der Kategorie Best Light Entertainment für The Fast Show
- 1999: Nominierung in der Kategorie Best Comedy (Programme or Series) für The Royle Family

Primetime Emmy Award
- 2019: Nominierung in der Kategorie Outstanding Drama Series für Succession
- 2020: Auszeichnung in der Kategorie Outstanding Drama Series für Succession
- 2020: Nominierung in der Kategorie Outstanding Directing for a Drama Series für die Succession-Episode This Is Not for Tears
- 2022: Auszeichnung in der Kategorie Outstanding Drama Series für Succession
- 2022: Nominierung in der Kategorie Outstanding Directing for a Drama Series für die Succession-Episode All the Bells Say

Directors Guild of America Award
- 2020: Nominierung in der Kategorie Outstanding Directing – Drama Series für die Succession-Episode This Is Not for Tears
- 2022: Auszeichnung in der Kategorie Outstanding Directing – Drama Series für die Succession-Episode All the Bells Say